# Traktat paryski (obraz)
Traktat paryski (ang. Treaty of Paris, tytuł oryginalny American Commissioners of the Preliminary Peace Agreement with Great Britain) – nieukończony obraz olejny autorstwa amerykańskiego malarza Benjamina Westa z 1783 roku, znajdujący się w zbiorach Winterthur Museum, Garden and Library w stanie Delaware. 

## Opis
Obraz przedstawia delegację Stanów Zjednoczonych, która negocjowała pokój wersalski, formalnie kończący amerykańską wojnę o niepodległość. Negocjacje pokojowe rozpoczęły się w Paryżu 25 czerwca 1783 roku, a ostateczne podpisanie pokoju miało miejsce 3 września tegoż roku w Hôtel d’York przy ulicy Rue Jacob 56. Zielona draperia w tle obrazu i odległy krajobraz z klasycznym budynkiem kolumnadowym podkreślają formalność sceny.
John Jay, John Adams, Benjamin Franklin, Henry Laurens i William Temple Franklin (przedstawieni na obrazie od lewej do prawej), są na wczesnym etapie procesu negocjacji (Laurens i William Temple Franklin nie byli obecni podczas podpisywania pokoju). Benjamin Franklin był jedynym delegatem USA, który nie pozował osobiście; West narysował jego podobiznę na podstawie ryciny. Brytyjska delegacja składająca się m.in. z Richarda Oswalda odmówiła pozowania. Wielka Brytania nie miała ochoty upamiętniać swojej porażki, a Oswald był podobno brzydki i ślepy na jedno oko, w związku z czym nie był chętnie przedstawiany. Wyraźna nieobecność brytyjskich delegatów przywołuje „tymczasowy charakter pokoju” i „głębokie antagonizmy geopolityczne”, które utrzymywały się po amerykańskiej rewolucji. Benjamin West nigdy nie ukończył swojego obrazu. Według Johna Quincy’ego Adamsa, zamiarem Westa było sprezentowanie obrazu amerykańskiemu Kongresowi.
Obraz, podarowany przez Henry’ego Francisa du Ponta, znajduje się w stałej kolekcji Winterthur Museum, Garden and Library, dawnego domu du Ponta w Winterthur w stanie Delaware. Du Pont kupił dzieło z kolekcji J.P. Morgana w 1948 roku. Obraz został wystawiony w Metropolitan Museum of Art w 2016 roku jako część wystawy nieukończonych obrazów.
W 1983 roku, aby uczcić dwusetną rocznicę pokoju wersalskiego, United States Postal Service wydała okolicznościowy znaczek pocztowy inspirowany obrazem. Zmieniono jednak wiele szczegółów: Henry Laurens i William Temple Franklin zostali usunięci, John Jay pochyla się teraz nad stołem po lewej stronie Benjamina Franklina, a prawa strona obrazu – nieukończona w oryginale Westa – została wypełniona lewym profilem brytyjskiego sygnatariusza Davida Hartleya. Amerykański historyk Stanley Weintraub nazwał znaczek „parodią historii i złośliwym nadużyciem płótna Westa”.